# 1225 Аріана
1225 Аріана (1930 HK, 1928 UD, 1958 TB, 1225 Ariane) — астероїд головного поясу, відкритий 23 квітня 1930 року.
Тіссеранів параметр щодо Юпітера — 3,635.